# 笑える恋はしたくない
『金曜ドラマ・笑える恋はしたくない』（きんようドラマ・わらえるこいはしたくない）はTBS系で、2006年12月1日、8日、15日までの金曜日22:00 - 22:54（JST）につなぎとして放送された全3話のテレビドラマである。
南海キャンディーズの「しずちゃん」こと山崎静代と次長課長の河本準一のW主演。脚本は、放送作家の鈴木おさむが手掛ける。
東京の大手百貨店のエレベーターガール・長井 鈴音（しずちゃん）と洋菓子店の店長・戸中一平（河本準一）とのリアルな恋を描く。

## 登場人物

### 主要人物
長井 鈴音
演 - 山崎静代（南海キャンディーズ）
「大山屋」デパートのエレベーターガール。外見から見たとおり、何を考えているかわからない。その上、本人は微笑んでいると思っているが、周りからはニヤニヤしすぎて気持ち悪いと思われている。初めて三太に会った時「いい笑顔する人」と言われ惚れた。
戸中 一平
演 - 河本準一（次長課長）
デパ地下内にあるケーキショップ「ヘブン」の店長兼パティシエ。美樹が辞めたことによって、売り上げが低迷。その影響で魚住に「今月の営業を先月の10倍でなければ強制的に撤退させてもらう。」と言われてしまう。その上、長井とどちらが先に恋人を作るかを勝負し、負けるとマンションを買う破目になる。仕事でも恋愛でも忙しい人。
赤井 三太
演 - 増田貴久
宅配便の「幸せ急便」のアルバイト。長井の下の部屋に住んでいる。長井が一目ぼれした相手。ある日配達がきっかけで雪子と出会い、その後も偶然出会ったりしていい関係になってゆく。
姉が4人もいる。その姉達にパシリ扱いされている。そのため姉達の着信音が怖い。
白井 雪子
演 - 酒井若菜
赤坂テレビ（モデルはTBS）制作局アシスタントディレクター。報道記者から異動、おぎやはぎのバラエティ番組を手がける。実は内面からも外面からも傷をつけやすい。家庭がある恋人と付き合っていたが別れを告げられその時三太になぐさめてもらったのをきっかけでいい関係になってゆく。
栗栖 理香
演 - 夏川純
デパート「大山屋」の美人受付嬢。戸中とは合コンで知り合う。子持ち。
緑山 亮平
演 - 松尾敏伸
デパート「大山屋」の弱気な新人バイヤー。魚住の部下。人が良い部分がある。
大黒 隆志
演 - 桐谷健太
ケーキショップ「ヘブン」の従業員。
おぎやはぎ - 本人
雪子がADを勤める赤坂テレビの番組「おぎやはぎの史上最大の難問」のメインパーソナリティー。
大山 茂男
演 - 岡田義徳
大山和代の息子。デパートで偶然であった鈴音に一目ぼれする。
友子
演 - 麻生祐未
スナック「つぐない」のママ。バツ5で元演歌歌手。
魚住 悟
演 - 佐々木蔵之介
「大山屋」の敏腕バイヤー。売り上げを伸ばせない一平に撤退を迫っている。
大山 和代
演 - 泉ピン子
鈴音の前では、掃除のおばちゃんとして登場しているが、実は大山屋の社長であった。

### ゲスト
第1話
美樹
演 - 井上聡（次長課長）
戸中一平のケーキ屋で働いていたイケメンパティシエ。しかし、他のケーキ屋からヘッドハンティングが来て辞めてしまう。これによって美樹のファンが他店に流れ、戸中のケーキ屋が低迷する。
恵美
演 - 三浦理恵子
「ヘブン」の常連客。
つぐないの客
演 - 温水洋一
経歴・年齢・謎の男。

第2話
太田 健一
演 - マギー
住山証券課長。
岩城
演 - 小林すすむ
「おぎやはぎの史上最大の難問」のプロデューサー。
つぐないの客
演 - 佐藤二朗
怪しい雰囲気をかもし出しているが、実はそんなに怪しい人物ではない。この人物のすべてが謎。
レストラン店員
演 - 仁平裕子
やる気のない店員。チーズを盛ると止まらない。

最終話
ある男
演 - 山里亮太（南海キャンディーズ）
橋本じゅん

## スタッフ
- 脚本 - 鈴木おさむ
- プロデューサー - 鈴木早苗
- 演出 - 平野俊一
- 制作 - TBSテレビ
- 製作 - TBS
- 主題歌 - Fayray「光」
- 挿入歌・挿入曲
  - ワム!「ラスト・クリスマス」
  - エルヴィス・コステロ「She」
  - オードリー・ヘプバーン「ムーン・リバー」
  - 坂本龍一「メリー・クリスマス ミスターローレンス」
- 劇中歌 - 麻生祐未「恋は戻せない」「時の流れにしたがって」

## 放送日程
| 各話                                                      | 放送日         | サブタイトル                                         | 視聴率 |
| --------------------------------------------------------- | -------------- | ---------------------------------------------------- | ------ |
| 第1話                                                     | 2006年12月1日  | モテない男女のリアル切ない涙と笑いのクリスマス恋物語 | 7.5%   |
| 第2話                                                     | 2006年12月8日  | 恋のカラ回り                                         | 8.7%   |
| 最終話                                                    | 2006年12月15日 | イブ＠涙色                                           | 8.7%   |
| 平均視聴率 8.3%（視聴率は関東地区・ビデオリサーチ社調べ） |                |                                                      |        |